# Сирцов Іван Іванович
Іва́н Іван́ович Сирцо́в (1909—1948) — український міліціонер.

## Життєпис
Народився 1909 року на теренах сучасної Запорізької області. До лав міліції прийшов у віці 30-ти років, зрілою людиною, по рекомендації колишніх армійських товаришів, службу як міліціонер розпочав у Токмаку, проживав з родиною.
1941 року пішов на фронт, після закінчення війни повернувся в міліцію — дільничним уповноваженим Мелітопольського міськвідділу міліції.
Наприкінці жовтня 1948-го молодший лейтенант Іван Сирцов займався пошуками крадіїв; уночі проти 1 листопада до його будинку прибігла жінка, що розповіла, як на її очах невідомі вкрали із залізничної колії шпали. Дільничний Сирцов вирішив розшукати злодіїв, через кілька годин вкрадене майно було знайдено на подвір'ї приватного будинку. Сирцов, влаштувавши засідку, чекав на появу крадіїв; на світанку до двору зайшов невідомий. Побачивши співробітника міліції, він зробив кілька пострілів з обрізу. Лікарі боролися за життя майже добу, однак врятувати не змогли — молодший лейтенант міліції Іван Сирцов помер у лікарні.
Одна з вулиць в носить його ім'я.